# Guillermo Burdisso
Guillermo Enio Burdisso est un footballeur argentin, né à Altos de Chipión en Province de Córdoba le 26 septembre 1988, évoluant au poste de défenseur central. Il est le frère cadet de l'international argentin Nicolás Burdisso.

## Carrière
Guillermo Burdisso, formé par le CA Rosario Central, fait ses débuts dans le Club El Porvenir dans lequel il est prêté. Il revient ensuite au CA Rosario Central, toujours sans jouer, avant de passer au CA River Plate. Il revient au CA Rosario Central en 2009 et fait ses débuts chez les professionnels le 27 février 2009 contre Banfield. Il s'y offre son premier but (défaite 3-1). Il marque à nouveau lors du match suivant contre San Lorenzo. Cela suffit au jeune défenseur pour s'imposer au sein de la défense centrale de l'équipe de Rosario. 
Le 27 janvier 2010, il fait même ses débuts en équipe nationale argentine, appelé par le sélectionneur Diego Maradona. L'équipe joue en amical contre le Costa Rica et Diego Maradona a décidé de sélectionner une grande majorité de joueurs évoluant dans le championnat local. Burdisso est titulaire en défense centrale et il marque le deuxième but de la victoire argentine à la demi-heure de jeu (victoire 3-2). Il n'a toutefois plus été sélectionné depuis.
La rétrogradation du club du CA Rosario Central au terme de l'Apertura 2010 le pousse à faire ses valises vers l'Europe. C'est ainsi qu'il signe en prêt onéreux (0,5 million d'euros) avec option d'achat à 4,7 millions, avec l'AS Rome, club dans lequel évolue également son frère.
En 2011, il part en prêt à Arsenal de Sarandi avec qui il est champion d'Argentine du tournoi de clôture. En août 2012, il signe en faveur de Boca Juniors. Le 3 février 2014, il est prêté pour 5 mois au club turc de Galatasaray.

## Palmarès
- Champion d'argentine 2012 (Arsenal de sarandi) et 2015 (Boca juniors)